# مجرى (تكييف هواء)

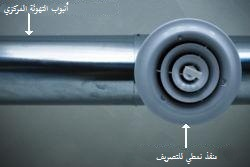
مجرى فولاذي دائري مغلفن متصل بمنفذ تصريف

مجاري الهواء (بالإنجليزية: Ducts)‏ هي ممرات تستخدم في التدفئة والتهوية وتكييف الهواء لتوصيل الهواء وإخراجه. تتضمن جريانات الهواء التي تستخدم لأجلها المجاري على سبيل المثال كلًّا من: هواء التغذية، والهواء المعاد، والهواء العادم. يشيع أيضًا أن توصل مجاري الهواء هواء التهوية كجزء من هواء التغذية. لذلك فإن مجاري الهواء طريقة لضمان جودة مقبولة للهواء الداخلي بالإضافة إلى الراحة الحرارية.
يسمى نظام مجاري الهواء أيضًا شبكة مجاري الهواء. يسمى تخطيط (وضع مخططات) مجاري الهواء وتفاصيلها وأبعادها الأمثل وإيجاد فواقد الضغط عبر نظام مجاري الهواء تصميمَ مجاري الهواء.

## المواد
يمكن أن تصنع مجاري الهواء من المواد التالية:

### الفولاذ المغلفن
الصلب المنخفض المغلفن هو المادة الأكثر استخدامًا في تصنيع شبكات مجاري الهواء بسبب حماية طلاء التوتياء (الزنك) لهذا المعدن من الصدأ وتفادي تكاليف الطلاء. لأغراض العزل، تبطن المجاري المعدنية عادةً ببطانات من اللدائن المدعمة بألياف الزجاج (فايبرغلاس) أو تُلف خارجيًّا بأغطية من اللدائن المدعمة بألياف الزجاج (أغلفة المجاري). عند الضرورة يُستخدم مجرى هواء ببطانة مزدوجة. يكون للبطانة المزدوجة عادةً طبقة داخلية مثقبة، تليها طبقة عزل من اللدائن المدعمة بألياف الزجاج بسماكة 1-2 إنش محتواة في أنبوب خارجي صلب.
تُصنع شبكات مجاري الهواء المستطيلة عادةً على الطلب من قبل ورشات مختصة. لسهولة الاستخدام، تأتي عادةً على شكل أقسام (أو وصلات) طول كل منها 4 قدم. يصنع مجرى الهواء الدائري باستخدام آلة تشكيل حلزوني (لولبي) مستمر يمكنها صناعة مجرى دائري بأي قطر تقريبًا، عند استخدام صبغة التشكيل الصحيحة، وبأي طول حسب الطلب، ولكن أكثر أحجام القطع المتوفرة شيوعًا تتراوح بمجالات متساوية من 4 إنش إلى 24 إنش وأكثرها استخدامًا أحجام 6 إنش و12 إنش. تباع الأنابيب الجاهزة عادةً بعشر وصلات. هناك أيضًا وصلات بطول 5 أقدام للأنابيب المتوفرة من النوع غير الحلزوني، التي تستخدم عادةً في التطبيقات السكنية.

### الألمنيوم
شبكات مجاري الهواء المصنوعة من الألمنيوم خفيفة الوزن وسهلة الترطيب. ويمكن تصنيع أشكال خاصة أو مفصلة حسب الطلب من المجاري بسهولة في ورشة أو في الموقع مباشرةً.
يبدأ بناء شبكة مجاري الهواء برسم حدود مجرى الهواء على لوح الألمنيوم مسبق العزل. تُقص لأجزاء بعدها عادةً بزاوية °45، مع الثني عند الحاجة للحصول على إزواجات مختلفة (أي الأكواع والتضيقات) وأخيرًا تُجمع بواسطة الغراء. يوضع لاصق الألمنيوم لتغطية كل خطوط القطع التي قُص عندها السطح الخارجي لورق الألمنيوم. تتوفر عدة وصلات لتناسب متطلبات التركيب المختلفة. تُختم كل الوصلات الداخلية بواسطة لاصق إحكام خاص.
يستخدم الألمنيوم أيضًا لصناعة المجاري الدائرية الحلزونية، ولكنه أقل استخدامًا بكثير من الفولاذ المغلفن.

### ألواح العزل المصنوعة من مركبات البولي أوريثان والمركبات الفينولية (مجاري الهواء مسبقة العزل)
كانت شبكات مجاري الهواء تُصنع عادةً من الألواح المعدنية التي تركب أولًا ومن ثم يطبق عليها العزل. أما اليوم فإن ورشة تصنيع الألواح المعدنية تصنع عادةً مجرى الفولاذ المغلفن وتعزله بغلاف مجاري هواء قبل التركيب. ولكن شبكات مجاري الهواء المصنعة من ألواح عزل صلبة لا تحتاج أي عزلٍ إضافي ويمكن تركيبها بخطوة واحدة. تُصنع كل من ألواح البولي أوريثان وألواح راتنج الفينول فورمالدهيد (الرغوة الفينولية) بأوجه مصنوعة من الألمنيوم مطبقة من المصنع على كلا الطرفين. يمكن أن تتراوح سماكة ورق الألمنيوم من 25 ميكرومتر للاستخدام الداخلي وحتى 200 ميكرومتر للاستخدام الخارجي أو عند طلب مواصفات ميكانيكية أعلى. تتوفر عدة أنواع من ألواح رغوة البولي أوريثان، بما فيها لوح مشكل بالماء تتحقق فيه عملية تشكيل الرغوة عن طريق استخدام الماء وثاني أكسيد الكربون عوضًا عن استخدام غازات الكلوروفلوروكربونات والهيدروكلوروفلوروكربونات والهيدروفلوروكربونات والهيدروكربونات. يستخدم معظم صانعو الألواح الصلبة للبولي أوريثان أو للرغوة الفينولية البنتان كوسيط ترغية بدل استخدام الغازات المذكورة.